# 米尔茨霍芬
米尔茨霍芬是奥地利施蒂利亚州米尔茨楚施拉格县的一个市镇。总面积1.92平方公里，总人口989人，人口密度515.1人/平方公里（31-12-2005年）。